# Amici di Maria De Filippi

Logo de l'émission.

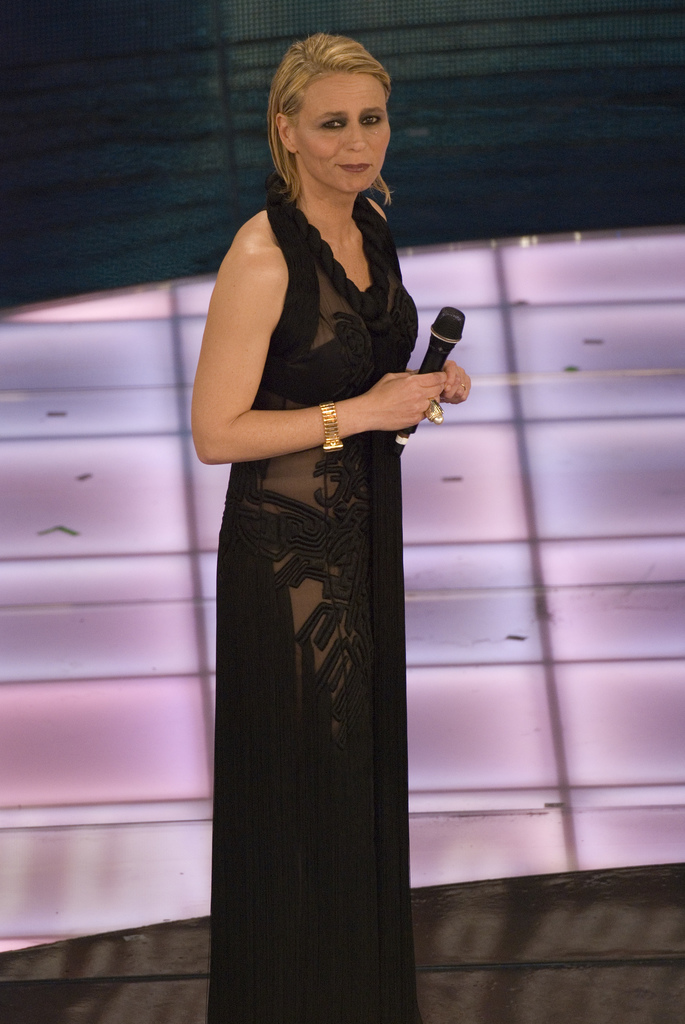
Maria De Filippi, 2009

Amici di Maria De Filippi, plus couramment dénommé Amici, est une émission de télé-crochet italienne, créée en 2001 par Luca Zanforlin et Chicco Sfondrin. Elle est présentée par Maria De Filippi et diffusée depuis 2010 sur La5.

## Concept
Le concept de l'émission consiste en le suivi télévisuel d'une vingtaine de jeunes personnes, âgées entre 18 et 25 ans et aspirant à devenir chanteur, danseur ou comédien, dans le cadre d'une école spécialement dédiée à leur formation. On peut diviser en deux parties : durant la première phase, du mois de septembre à janvier, les aptitudes artistiques des élèves sont mis à l'épreuve et jugés par les seuls professeurs de l'école ; durant la seconde partie, les prestations des candidats sont jugées par le vote du public.

## Diffusion
Elle a été diffusée sur différentes chaînes de télévision au cours de ses successives saisons, sur les chaînes de télévision du groupe Mediaset : Italia 1 (2001-2003), Mediaset Premium (2009-2010), Iris (2009-2010), Canale 5 (2002-en cours) et La5 (2010-en cours).

## Participants
- Participants et vainqueurs: Dennis Fantina, Giulia Ottonello, Leon Cino, Antonino Spadaccino, Ivan D’Andrea, Federico Angelucci, Marco Carta, Emma Marrone, Annalisa Scarrone, Valerio Scanu, Denny Lodi, Virginio Simonelli, Alessandra Amoroso, Giuseppe Giofrè, Gerardo Pulli, Moreno Donadoni, Deborah Iurato, Dear Jack, The Kolors, Sergio Sylvestre[1].
- Autres participants devenus célèbres: Sabrina Ghio, Rocco Pietrantonio, Valerio Scanu, Stefano De Martino, Elena D'Amario, Giulia Pauselli, Francesca Dugarte, Lorella Boccia, Naomi Mele, Shaila Gatta, Mattia Briga, Klaudia Pepa, Virginia Tomarchio, Elodie.Lino Di Nuzzo, Roberta Zegretti, Giordana Angi.